# アステナホールディングス
アステナホールディングス株式会社は、東京都中央区に本社を置く医薬、化粧、健康食品のメーカーである。2021年6月1日にイワキ株式会社から商号を変更した。

## 概要
1914年（大正3年）創業で、2005年に東証一部上場、2014年に創業100年を迎えた。祖業の医薬品等卸を主業としたが、2021年現在は創業家四代目の岩城慶太郎が社長で、後発医薬品や表面処理薬品などの製造や研究開発など事業を多角化している。
グループ会社岩城製薬株式会社は「ビタミンC」粉剤、「ネオヨジンうがいぐすり」など大衆医薬品のほか、外用消炎鎮痛剤「タイガーバーム」を日本総代理店として扱う。
後発医薬品の外皮用薬、皮膚薬の売上で上位にあり、子会社アプロス株式会社の化粧下地「シルキーカバーオイルブロック」などで皮膚のイワキと自認する。
2021年6月から持ち株会社制へ移行してアステナホールディングス株式会社となる。アステナは「明日（未来）」と「サステナブル（持続可能）」の造語で社内公募で決定した。

## 石川県珠洲市との関係
2021年6月に本社の一部機能を石川県珠洲市へ移転し、社長ほか数名が移住して遠隔で業務している。
珠洲本社は、奥能登の企業に出資するファンド設立、障害者雇用による農作物栽培、鉢ケ崎エリア開発など、過疎地域でビジネスを創出して地域課題を解決して社会貢献を目指す。2021年5月に北國銀行と連携協定を締結した。

## 沿革
- 1914年（大正3年）7月 - 薬種問屋「岩城市太郎商店」創業[2]。
- 1937年（昭和12年） - 大阪出張所開設。
- 1939年（昭和14年）11月 - 大阪出張所を「岩城薬品株式会社」として独立。
- 1941年（昭和16年）9月 - 資本金19万5千円で株式会社岩城商店設立。
- 1953年（昭和28年）1月 - 「福岡出張所」開設。
- 1954年（昭和29年）1月 - 「名古屋出張所」開設。
- 1955年（昭和30年）2月 - 「富山出張所」開設。
- 1958年（昭和33年）7月 - 「札幌出張所」開設。
- 1961年（昭和36年）11月 - 「仙台出張所」開設。
- 1963年（昭和38年）8月 - イワキ株式会社に商号変更。
- 1963年（昭和38年）8月 - 東京証券取引所第二部上場。
- 1964年（昭和39年）6月 - 大阪証券取引所第二部上場。
- 1969年（昭和44年）3月 - 「福岡出張所」「名古屋出張所」「仙台出張所」「札幌出張所」を支店に変更。
- 1973年（昭和48年）12月 - 「富山出張所」を支店に変更。
- 1986年（昭和61年）12月 - 「岩城薬品株式会社」を合併し大阪支社として発足。
- 1989年（平成元年）10月 - 日本橋本町に本社移転。
- 2001年（平成13年）12月 - 一般用医薬品卸売部門を分離し「イワキファルマネット株式会社」として設立。
- 2004年（平成16年）1月 - 大阪証券取引所上場廃止。
- 2005年（平成17年）1月4日 - 東京証券取引所第一部上場。
- 2008年（平成20年）6月1日 - 「イワキファルマネット株式会社」を吸収合併。
- 2010年（平成22年）10月 - 「メルテックス株式会社」とその傘下3社を連結子会社化。
- 2011年（平成23年）4月 - 「メルテックス株式会社」を完全子会社化。
- 2020年（令和2年）3月 - 武州製薬子会社であったスペラファーマ株式会社を完全子会社化。医薬品の研究開発領域に本格参入[4]。
- 2020年（令和2年）7月 - 鳥居薬品より佐倉工場の譲渡を受け、岩城製薬株式会社の100%子会社である「岩城製薬佐倉工場株式会社」とする（孫会社化）。
- 2020年（令和2年）12月18日 - マジェスティ ゴルフから「マルマンH&B株式会社」の全株式を取得し、マルマンH&Bを完全子会社化[5]。
- 2021年（令和3年）4月7日 - 100％子会社であるスペラファーマ株式会社がJITSUBO株式会社の株式を取得し、子会社化（イワキの孫会社化）。
- 2021年（令和3年）6月1日 - 持株会社制へ移行し、商号をアステナホールディングス株式会社へ変更。同時に、東京都中央区と石川県珠洲市の2本社制とした。イワキが行っていた事業は会社分割により「スペラファーマ株式会社」、「岩城製薬株式会社」、「イワキ分割準備株式会社」（同日にイワキ株式会社（2代）へ商号変更）の3社が継承した[6][7]。

## 関係会社
- 岩城製薬株式会社
- 岩城製薬佐倉工場株式会社
- メルテックス株式会社
- 東海メルテックス株式会社
- 東京化工機株式会社
- スペラファーマ株式会社
- JITSUBO株式会社
- スペラネクサス株式会社
- イワキ株式会社
- マルマンH&B株式会社
- アプロス株式会社
- ボーエン化成株式会社
- アステナミネルヴァ株式会社
- アステナハートフル株式会社
- イシカワズカン株式会社